# Botanophila tetracrula
Botanophila tetracrula är en tvåvingeart som beskrevs av Deng 1997. Botanophila tetracrula ingår i släktet Botanophila och familjen blomsterflugor. Inga underarter finns listade i Catalogue of Life.